# Курејш
Курејш (арап. قريش‎) арапско је племе које припада огранку Арапа Аднанија. Племе је настањивало подручје у и око града Меке у Саудијској Арабији. Они су били чувари храма Ћабе за који се сматра да је најстарији храм икад подигнут.
Порекло племена Курејш веже се за Ибрахима тачније његовог сина Исмаила. Према исламском веровању припадник овог племена био је и посљедњи Божији посланик Мухамед. Његов предак у једанаестом колену звао се Фихр или Курејш по којем је названо цело племе.